# MEGU・OMO 街へ出よう
MEGU・OMO 街へ出よう（めぐおもまちへでよう）は、TBSラジオにて1995年10月12日から1996年4月4日に放送されていたアニラジ番組である。

## 概要
TBSラジオは1995年下半期番組編成にて、平日0時台の夜ワイド枠で『ファンタジーワールド』を編成し、木曜の後半ゾーンを同局で長年ラジオ番組を放送している声優の林原と西村との番組を編成。
番組タイトルにはパーソナリティ2人の愛称の冠と同年3月に発売した林原のオリジナルアルバム「Enfleurage」に楽曲収録されている「街へ出よう」が附されている。
番組構成は、前半パートは番組スポンサーである角川書店が発刊する「月刊ドラゴンマガジン」にて連載されていた、『スレイヤーズ』シリーズの短編版外伝である『スレイヤーズすぺしゃる』を再構成したラジオドラマ『スレイヤーズEX.（えくすとら）』、後半パートは林原と西村のトークパートで構成されている。また、『スレイヤーズEX.』の放送が無い放送回は全編トーク回の扱いとなる。
番組放送時期がテレビアニメシリーズの『スレイヤーズ』と『スレイヤーズNEXT』の放送中断期に当たるため、実質的なつなぎ番組の役割を果たしており、テレビ放送開始前の『スレイヤーズNEXT』の番組情報も告知していた。

## 出演者

### パーソナリティ
共に声優
- 林原めぐみ
- 西村智博

### ゲスト
- 神坂一（小説家） - 1996年1月4、11日、4月4日
- あらいずみるい（イラストレーター、漫画家） - 1996年4月4日
- 渡部高志（アニメ演出家） - 1996年4月4日

## 放送時間

### 放送終了時点
- 木曜：24:30 - 25:00（深夜 0:30 - 1:00） - 1995年10月12日 - 1996年4月4日

## コーナー
- ラジオドラマ：「スレイヤーズEX.」
- 嵐のシャンティ：番組パーソナリティの後半パートフリートークゾーン。林原がパーソナリティをしてる2つのラジオ番組と比較し、時たまではあるが西村起因で下ネタトークも展開される。
- 暴れちゃいやぁ〜ん(ズ)：1995年11月放送分にて、パーソナリティの2人がフリートークの発展から、勝手にコーナー名を命名。リナ・インバースの決め台詞「暴れちゃうぞ〜!!」に引っ掛けて、リスナーの悲喜交々ネタを募り、投稿者の気持ちを表す為にリナが唱える黒魔法である「竜破斬（ドラグ・スレイブ）」や「重破斬（ギガ・スレイブ）」、精霊魔術の「火炎球（ファイアー・ボール）」[注 4]を付して〆る構成